# 倫敦地標酒店

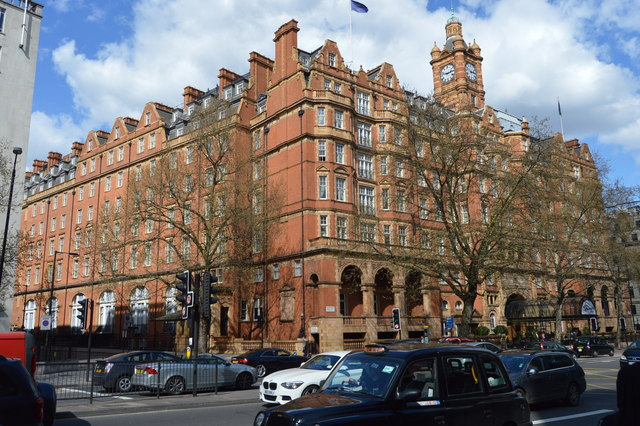
倫敦地標酒店

倫敦地標酒店（The Landmark London）是英國倫敦的一家五星級酒店，位於倫敦市中心北部。酒店最初名為大中央酒店，由大中央鐵路經營。倫敦地標酒店最初是維多利亞時代的鐵路酒店之一。該酒店也曾是英國鐵路部門的辦公地點。在那段期間，該酒店被鐵路員工戲稱為克林姆林宮。1993年，該建築重新作為酒店開業。

## 外部連結
- Official website （页面存档备份，存于）

51°31′18″N 0°09′46″W / 51.5217°N 0.1628°W